# Freigeistin
Freigeistin ist das zehnte Studioalbum der deutschen Sängerin Sarah Connor, das im Mai 2025 erschien.

## Entstehung und Veröffentlichung
Die Erstveröffentlichung von Freigeistin erfolgte am 22. Mai 2025 bei Polydor. Man konnte es zuerst digital herunterladen oder streamen. Einen Tag später kam auch eine CD-Version heraus (Katalognummer: 7581149). Es handelt sich dabei nach Muttersprache (Mai 2015) und Herz Kraft Werke (Mai 2019) um das dritte deutschsprachige Studioalbum von Connor. Es beinhaltet mit My French Girlfriend und For Life zwei Titel mit englischsprachigen Bezeichnungen, deren Inhalt jedoch auch auf Deutsch ist.
Beim Album Freigeistin geht es bei vielen Songs um Beziehungen mit Frauen.
Geschrieben und produziert wurden die Lieder von verschiedenen Komponisten, Liedtextern und Produzenten. Connor selbst war am Schreib- und Produktionsprozess aller Lieder beteiligt. Weitere Beteiligte waren unter anderem Jan Bednorz (Phil the Beat), Manuel Mayer (Menju) oder auch Konstantin Scherer (Djorkaeff).

## Titelliste
1. Heut ist alles gut
2. Wilde Nächte
3. Souvenir
4. Ficka
5. Geiles Leben
6. Schlechte Idee
7. My French Girlfriend
8. Ich liebe dich
9. Warum sind wir so?
10. Warum hat mir keiner gesagt?
11. Herzen in Aufruhr
12. Hölle
13. For life
14. Die Fremde
15. Du bist da draußen
16. Für immer bei dir
17. Tief wie das Meer

## Singleauskopplungen
| Jahr | Titel                          | Höchstplatzierung, Gesamtwochen, AuszeichnungChartsChartplatzierungen (Jahr, Titel, , Platzierungen, Wochen, Auszeichnungen, Anmerkungen) | Anmerkungen                            |
| Jahr | Titel                          | DE | Anmerkungen                            |
| ---- | ------------------------------ | --- | -------------------------------------- |
| 2025 | Heut’ ist alles gut            | — | Erstveröffentlichung: 14. Februar 2025 |
| 2025 | Ficka auch bekannt als: Spinna | DE33 (3 Wo.)DE | Erstveröffentlichung: 10. April 2025   |
| 2025 | Wilde Nächte                   | — | Erstveröffentlichung: 15. Mai 2025     |

## Rezeption
Miriam Amro vom Spiegel beschrieb Freigeistin als „Album wie ein Aufatmen“. Connor verarbeite hierauf Lebensumbrüche; mit Musik, die erstaunlich wenig glatt kalkuliert sei.
Beim Nachrichtensender n-tv hieß es: „Sarah Connor nimmt kein Blatt vor den Mund, auch wenn sie nur Andeutungen streut. Ehrlich und authentisch ist es trotzdem – irgendwie. Die thematischen Reizpunkte werden von einem Soundmix begleitet, der nicht aneckt, schnell ins Ohr geht und in jeder Radio-Morningshow-Redaktion mit Kusshand willkommen geheißen wird.“

## Chartplatzierungen
Freigeistin stieg am 30. Mai 2025 auf Rang eins der deutschen Albumcharts ein und avancierte für Connor nach Naughty but Nice (April 2005), Muttersprache (Mai 2015), Herz Kraft Werke (Juni 2019) und Not So Silent Night (November 2022) zum fünften Nummer-eins-Album in Deutschland, zugleich ist es das zwölfte Top-10-Album und 13. Chartalbum. Darüber hinaus erreichte Connor mit Freigeistin zum dritten Mal, nach Muttersprache und Herz Kraft Werke, die Spitze der deutschsprachigen Albumcharts, erstmal die Chartspitze der Popcharts sowie Rang fünf der Vinylcharts.
In Österreich erreichte Connor hiermit nach Herz Kraft Werke zum zweiten Mal die Spitze der Albumcharts, in der Schweiz verfehlte es mit Rang zwei knapp die Spitzenplatzierung und wurde Connors achtes Top-10-Album.
| ChartsChartplatzierungen | Höchstplatzierung | Wochen |
| ------------------------ | ----------------- | ------ |
| Deutschland (GfK)        | 1 (… Wo.)         | …      |
| Österreich (Ö3)          | 1 (9 Wo.)         | 9      |
| Schweiz (IFPI)           | 2 (3 Wo.)         | 3      |